# Законодавча ініціатива
Законода́вча ініціати́ва (фр. initiative від лат. initium — початок) — стадія законодавчої процедури, що полягає у внесенні уповноваженим органом або посадовою особою (суб'єктом права законодавчої ініціативи) до парламенту офіційної пропозиції про прийняття, зміну або скасування законодавчого акта.
Реалізація права законодавчої ініціативи — внесення законопроєкту — є реакцією на визрілу в суспільстві потребу в урегулюванні нормами права тієї чи іншої соціальної проблеми. Виявлення такої проблеми є завданням суб'єктів права законодавчої ініціативи.

## Законодавча ініціатива у світі
Узагальнюючи, можна виокремити таке коло суб'єктів законодавчої ініціативи у світовій конституційній практиці:
1. Члени парламентів. Таку ініціативу можна назвати парламентською ініціативою. У різних країнах вона може бути реалізована по-різному. Здебільшого необхідний певний мінімум депутатів (10, 15, 20). У деяких країнах право законодавчої ініціативи мають тільки партійні фракції, а окремі депутати можуть виступати лише з виправленнями й зауваженнями.
2. Глава держави — президент або монарх. Залежно від цього вона буде іменуватися президентською або королівською ініціативою.
3. Уряд. Тоді вона буде іменуватися урядовою законодавчою ініціативою.
4. Виборці, тобто певна категорія громадян. Така ініціатива має назву народної правотворчої ініціативи або народної законодавчої інціативи. Для того щоб народна ініціатива стала законопроєктом, потрібно зібрати певну кількість підписів (як правило, мінімальна кількість). Така ініціатива передбачена законодавством Італії, Іспанії й Швейцарії. В Італії потрібно зібрати не менш як 50 тис. підписів, а в Іспанії — 600 тис.
У деяких штатах США, для того щоб внести законопроєкт у законодавчі збори штату, потрібно зібрати від 3 до 6 % підписів від чисельності населення цього штату. Взагалі, хоча народна ініціатива закріплена в ряді країн, реально вона реалізовувалася кілька разів в Італії. В Австрії був тільки один подібний випадок у 1964 р. У Швейцарії час від часу такі підписи збиралися й проєкти вносилися, але жоден законопроєкт, що з'явився з ініціативи громадян, не був прийнятий.
5. Подекуди — судові органи. Така законодавча ініціатива називається судовою ініціативою.
6. Органи, які представляють територіальні інтереси. Це можуть бути законодавчі органи суб'єктів федерацій (законодавчі органи кантонів Швейцарії, законодавчі збори Мексики, обласні ради в Італії, представницькі органи автономій тощо). Однак коло питань, з яких вони можуть вносити законопроєкти в парламент всієї країни, обмежений. Вони можуть вносити пропозиції з питань, які належать тільки до їхньої компетенції й пов'язані з їхніми проблемами.
У країнах з парламентарними формами правління суб'єктів права законодавчої ініціативи в більшості випадків двоє: окремі депутати і уряд. У Великій Британії та інших країнах сфери впливу англійського права відповідне право формально зарезервоване тільки за парламентаріями, i члени уряду можуть вносити законопроєкти лише як депутати.
Коло суб'єктів права законодавчої ініціативи в країнах із змішаною республіканською і парламентарними формами правління не обмежується вищеназваними. У багатьох країнах Центральної та Східної Європи i в тих, що утворилися на терені колишнього СРСР, це право належить президентам. У Швейцарії відповідним правом наділені кантони, а у Португалії i Узбекистанi — представницькі органи автономій. В Австрії, Естонії, Латвії, Словаччині, Угорщині i Японії суб'єктами права законодавчої ініціативи визнані комісії (комітети) парламентів, в Естонії і Португалії — парламентські фракції, в Чехії — представницькі органи місцевого самоврядування.
Найширше коло суб'єктів права законодавчої ініціативи встановлене в Італії, Росії i Швеції. В Італії до таких суб'єктів, крім уряду і депутатів, віднесені постійні комісії, парламентські фракції і в межах їхньої компетенції — консультативний орган при парламенті та уряді (Національна рада економіки і праці) та представницькі органи, створювані в областях. У Росії суб'єктами права законодавчої ініціативи названі президент, верхня палата парламенту, депутати обох палат, уряд, законодавчі (представницькі) органи суб'єктів федерації, а також вищі суди, включаючи конституційний суд. У Швеції право законодавчої ініціативи належить уряду, депутатам парламенту, постійним комісіям, ревізорам та деяким іншим органам і посадовим особам.
У цілому ряді країн суб'єктами права законодавчої ініціативи проголошені палати парламенту.
Особливістю парламентаризму Австрії, Білорусі, Іспанії, Італії, Латвії, Литви, Македонії, Румунії, Словенії є так звана народна законодавча ініціатива.
Однак майже в усіх випадках право законодавчої ініціативи практично узурповане урядом та його главою (у Франції саме прем'єр-міністр, крім депутатів, визнаний суб'єктом такого права). Урядові законопроєкти можуть бути внесені безпосередньо прем'єр-міністром чи окремими міністрами за змістом їхніх повноважень або через депутатів — представників парламентської більшості, на яку уряд спирається.
Тому не дивно, що переважна більшість прийнятих законів пропонується урядом. Законопроєкти, ініціаторами яких є окремі депутати, мають перспективу стати законами лише в разі підтримки їх парламентською більшістю. У Бельгії, Франції та в деяких інших країнах ініціативи уряду оформляються як законопроєкти, а ініціативи окремих депутатів — як законопропозиції. При розгляді в парламенті перші мають пріоритет.
В Австрії, Бельгії, Іспанії, Латвії, ФРН, Японії та в ряді інших країн припускається тільки колективне внесення законопроєктів. Кількість підписів депутатів під таким законопроєктом звичайно дорівнює або наближається до такого числа членів парламенту, яке необхідне для організації фракції.
У президентських республіках суб'єктами права законодавчої ініціативи визнані окремі парламентарії. Більше того, в палатах Конгресу США заборонена колективна законодавча ініціатива, хоча ніхто не може перешкодити кільком конгресменам або сенаторам запропонувати ідентичні біллі.
Однак і тут виконавча влада бере участь у законотворчому процесі. Зокрема, президент може діяти через довірених депутатів, які зовні будуть здійснювати власну ініціативу. Він може користуватись і таким механізмом впливу на законодавчу діяльність, як послання до конгресу.
Загалом реалізація права законодавчої ініціативи в парламентах є чи не найважливішою стадією законодавчого процесу. Від ініціаторів того чи іншого законопроєкту залежить не тільки сам факт започаткування закону, а і його зміст.

## Законодавча ініціатива в Україні
В Україні законодавча ініціатива — це звернення суб'єкта права законодавчої ініціативи, визначеного Конституцією України, до Верховної Ради України стосовно прийняття нового закону, припинення чинності або зміни чинного закону, яке здійснюється шляхом подання проєкту закону на розгляд Верховної Ради України.
Право законодавчої ініціативи у Верховній Раді України належить:
1. Президентові України[6],
2. народним депутатам України,
3. Кабінету Міністрів України (стаття 93 Конституції України).

Кабінет Міністрів України має виключне право на внесення проєкту закону про Державний бюджет України.
Проєкт закону про надання згоди на обов'язковість міжнародних договорів України вносить Президент України або Кабінет Міністрів України.
Проєкти резолюцій, декларацій, звернень, заяв вносять народні депутати.
Законопроєкт подається до Верховної Ради за підписом особи, яка має право законодавчої ініціативи або представляє орган, наділений таким правом. Якщо законопроєкт ініційовано кількома народними депутатами, ініціатором його внесення вважається народний депутат, прізвище (підпис) якого на ньому зазначено першим.
Законопроєкт вноситься на реєстрацію разом з проєктом постанови, яку пропонується Верховній Раді прийняти за результатами його розгляду, списком авторів законопроєкту, пропозицією щодо кандидатури доповідача на пленарному засіданні та пояснювальною запискою.
У разі внесення законопроєкту, остаточне прийняття рішення щодо якого можливе лише за результатами референдуму, ця обставина повинна бути зазначена у пояснювальній записці.

### Історія і критика
Уперше на конституційному рівні питання законодавчої ініціативи в Україні було врегульовано Конституцією Української Народньої Республіки (Статутом про державний устрій, права і вільності УНР) від 29 квітня 1918 р. У п. 39 було зазначено:
«Законодатні проєкти вносяться на розгляд Всенародніх Зборів: а) президією в порозумінню з Радою Старшин Зборів; б) поодинокими фракціями, зареєстрованими Всенародніми Зборами; в) окремими депутатами, числом не меньш 30-ти; г) Радою Народніх Міністрів УНР; д) органами самоврядування, які об'єднують не меньш 100 тисяч виборців; е) безпосередньо виборцями-громадянами Республіки, в числі не меньш 100 тисяч, писаними заявами, потвердженими через громади і поданими Судові, що по провірці їх правильности передає цю пропозицію Голові Всенародніх Зборів».
А от Конституції Радянської України 1919 та 1937 рр. обійшли це питання своєю увагою.
Згідно з Конституцією (Основним Законом) Української Радянської Соціалістичної Республіки, прийнятою 20 квітня 1978 року, право законодавчої ініціативи у Верховній Раді Української РСР належало:
1. Президії Верховної Ради Української РСР,
2. Раді Міністрів Української РСР,
3. постійним та іншим комісіям Верховної Ради Української РСР,
4. депутатам Верховної Ради Української РСР,
5. Верховному Суду Української РСР,
6. Прокуророві Української РСР,
7. «громадським організаціям в особі їх республіканських органів»[10].

Подальший розвиток права законодавчої ініціативи в Україні ілюструє схема:

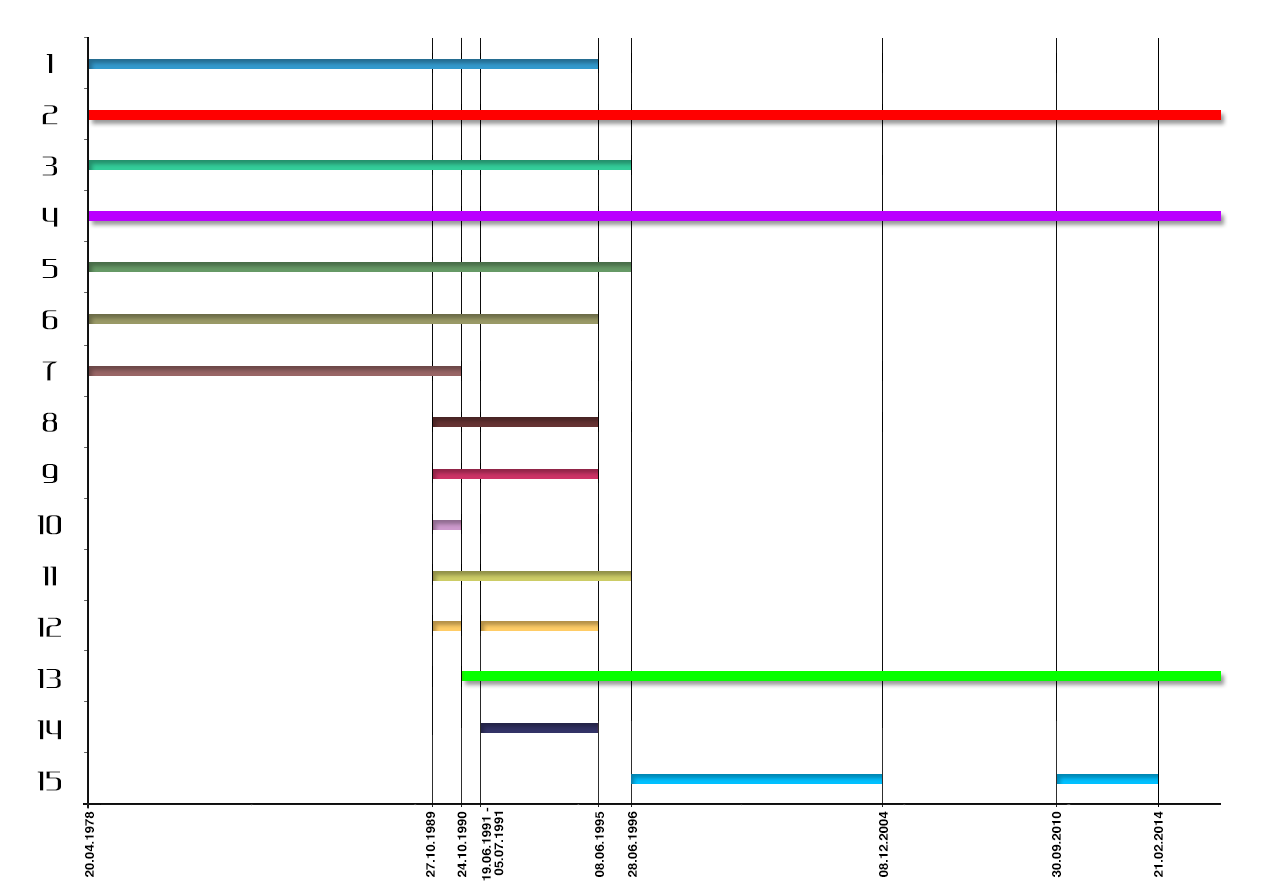
Право законодавчої ініціативи у парламенті України. 1978–2015 рр. Суб'єкти: 1 — Президія Верховної Ради УРСР / України; 2 — Уряд: Рада Міністрів УРСР / Кабінет Міністрів України; 3 — комісії, постійні комісії Верховної Ради УРСР / України; 4 — депутати Верховної Ради УРСР / народні депутати України; 5 — Верховний Суд УРСР / України; 6 — Прокурор УРСР / Генеральний прокурор України; 7 — «громадські організації»; 8 — Голова Верховної Ради УРСР; 9 — Комітет Конституційного нагляду УРСР / Конституційний Суд України; 10 — Комітет народного контролю УРСР; 11 — Головний державний арбітр УРСР / Вищий арбітражний суд України; 12 — Академія наук УРСР; 13 — Президент УРСР / України; 14 — Верховна Рада Кримської АРСР; 15 — Національний банк України. (Джерела:
).

- Президент України (тоді ще Української РСР) не мав права вносити законопроєкти до Верховної Ради в період з 19 червня 1991 по 5 липня 1991 року.
- Національний банк України у період головування В. С. Стельмаха вкрай обмежено користувався правом законодавчої ініціативи.
- Критиці піддається відсутність права законодавчої ініціативи у Верховного Суду України як представника усієї судової системи України. Таким чином окрема і незалежна гілка державної влади усувається від прямого впливу на прийняття законів щодо судочинства, судоустрою, процесу.